# Palazzo Lezama-Leguizamon
Il Palazzo Lezama-Leguizamon è uno storico edificio di Bilbao in Spagna.

## Storia
Progettato dagli architetti Ricardo de Bastida e José María de Basterra, il palazzo venne completato nel 1921.